# 最後の一日 最後の言葉 〜本当にそれでイイんですか?〜
『最後の一日 最後の言葉〜本当にそれでイイんですか?〜』（さいごのいちにち さいごのことば ほんとうにそれでイイんですか?）は、日本テレビで2016年から2018年まで不定期で放送されていたドキュメンタリーバラエティ特別番組。

## 概要
本番組は、偉人が残す「最後の一日」に密着し、その後に残す「最後の言葉」について紹介するといった内容である。

## 司会
- 東野幸治

## 放送リスト
| 放送回 | 放送日         | 放送時間      | ゲスト                                     | 備考                                                |
| ------ | -------------- | ------------- | ------------------------------------------ | --------------------------------------------------- |
| 1      | 2016年12月11日 | 13:15 - 14:15 | 小倉智昭、高橋優、りゅうちぇる             | サンバリュ枠で放送。                                |
| 2      | 2017年3月26日  | 23:00 - 23:55 | 原晋、新川優愛、りゅうちぇる               | ここから全国ネットで放送。                          |
| 3      | 2018年4月27日  | 21:00 - 22:54 | 櫻井翔、原晋、花田優一、又吉直樹、新川優愛 | 金曜ロードSHOW!特別エンターテインメントとして放送。 |

## スタッフ
- 企画・総合演出：髙橋利之
- 構成：桜井慎一、橋本大介
- TM：小椋敏宏
- SW：渡辺滋雄（第3回）
- カメラ：中村佳央（第3回）
- MIX（第2回-）：瀧健太郎（第3回）
- VE：三崎美貴（第3回）
- 照明：千葉雄（第3回）
- 編集：武者宏（ヌーベルアージュ）
- MA：直江泰輔（第3回、ヌーベルアージュ）
- 音効：中村鉄太郎
- 美術（第2回-）：上條宏美（第1回は美術プロデューサー）
- デザイン：波多野真理
- TK：石井千春
- デスク（第3回）：宮城知代（第2回まで制作デスク）
- 技術協力：NiTRO、ヌーベルバーグ、ヌーベルアージュ（アージュ→第2,3回）
- 美術協力：日テレアート
- リサーチ：羽柴千晶、高木洋志、梶谷翔平（高木→第3回）
- 演出補（第2回-）：宮田椋太、黒田一徹、池田翔、有本聡、長尾健太郎、武田恭平（有本→第2,3回、その他→第3回）
- AP：大野もも（第3回）、夛田雅人（夛田→第1回はAD、第2回は演出補）
- ディレクター：長谷川孝、増田貴也、湯尾俊太、金光豪、須藤翔太、有瀧希、石川直志、池田修大（増田・金光・有瀧→第1回-、湯尾→第1回はAD、第2回は演出補、湯尾含むその他→第3回）
- チーフディレクター（第3回）：柳沢英俊⁄藤本直樹、中山凖士（中山・柳沢→第1,2回は演出、藤本→第1,2回はディレクター）
- プロデューサー：岩下英恵、荻野陽介⁄名田雅哉、津田裕子、向山典子、仲田竜馬（荻野・向山・仲田→第3回、津田→第2回はAP）
- チーフプロデューサー：糸井聖一、木戸弘士（2人共→第3回）
- 制作協力：いまじん、これから、Passion（Passion→第3回）
- 製作著作：日テレ

### 過去のスタッフ
- SW：米田博之（第1,2回）
- カメラ：西阪康史（第1,2回）
- MIX：亘美千子（第2回、第1回は音声）
- VE：八木一夫（第1回）、石山実（第2回）
- 照明：加藤恵介（第1回）、小笠原雅登（第2回）
- MA：志村武浩（第1回）、高山元（第2回）[2人共ヌーベルアージュ]
- 大道具：米田尚弘（第1回）
- 小道具：高橋吉彦（第1回）
- 電飾：黒沢裕之（第1回）
- メイク：奥松かつら（第1回）
- 協力：佐藤孝吉（第1回）
- CG：ぴーたん（第1回）
- リサーチ：佐野貴子、鈴木彰（2人共→第2回）
- アシスタントディレクター（第1回）：寺田健太、谷川美樹
- 演出補（第2回）：松井美樹、米田峻、渡邉礼
- AP：矢嶋麻実（第1,2回）
- ディレクター：高(髙)橋公彦、鈴木大介（2人共→第1,2回）、村田欣也（第2回）
- プロデューサー：紀内良彦、荒谷多美（2人共→第1,2回）
- チーフプロデューサー：松岡至、松原正典（2人共→第1,2回）